# NBC
Национа́льная веща́тельная компа́ния, сокр. «Эн-би-си́» (англ. National Broadcasting Company, сокр. NBC) — американская коммерческая телекомпания (в прошлом телерадиокомпания) и принадлежащая ей телевизионная сеть.

## История
1 октября 1921 года RCA (Radio Corporation of America) в Нью-Йорке на средних волнах запустила радиостанцию WJZ (до этого экспериментальное вещание с того же передатчика осуществляла Westinghouse Electric & Manufacturing Company запустившая в Пенсильвании первую лицензированную радиостанцию KDKA). 2 марта 1922 года американский провайдер почтовой связи AT&T (American Telephone and Telegraph Company) запустила в Нью-Йорке радиостанцию WEAF (Western Electric AT&T Fone). В 1926 году WEAF была куплена RCA (Radio Corporation of America), была создана NBC которой переданы WJZ и WEAF, вокруг которых через год совместно с другими региональными радиостанциями были образованы общенациональные радиостанции Blue Network (Синяя сеть) (информационная и общественно-политическая) и Red Network (Красная сеть) (музыкальная) соответственно, в которые региональные радиостанции вошли в качестве тайм-слотов. 5 апреля 1927 года NBC запустила радиостанции Orange Network (Оранжевая сеть) и Gold Network (Золотая сеть) являвшиеся дублями для западной части США (с учётом различия в часовых поясах) Red Network и Blue Network соответственно. В 1930-х гг. NBC также на коротких волнах запустила международную радиостанцию White Network (Белая сеть), однако позднее она была закрыта, а её функции перешли государственной радиостанции Voice of America (Голос Америки). 1 июля 1941 года в Нью-Йорке NBC запустила телеканал WNBT (NBC Television).
В 1943 году NBC продала NBC Blue Network созданной за год до этого радиокомпании ABC, NBC Red Network была переименована в NBC Radio Network. В 1986 году General Electric купил NBC за $ 6,4 млрд у RCA. Ранее General Electric уже владел RCA и NBC до 1930 года, после чего был вынужден их продать в результате антимонопольных обвинений. Сеть в настоящее время является частью медиакомпании NBC Universal, подразделения General Electric, которая 1 декабря 2009 года приобрела оставшиеся 20 % акций NBC Universal, у компании Vivendi. 3 декабря 2009 года компания Comcast объявила о покупке 51 % акций NBC Universal.
NBC доступна в приблизительно 112 миллионах домашних хозяйств, — 98,6 % имеющих телевизоры. NBC имеет 10 принадлежащих и управляемых ею станций и около 200 филиалов в США.
NBC — старейшая телевизионная сеть США и вторая по возрасту в мире после британской BBC One. В 2016 году NBC отпраздновала 90-летний юбилей.

### NBCI

Предыдущий логотип NBC (до 2011 г.)

С 12 сентября 1994 года впервые в Америке перешёл на круглосуточное вещание. В апреле 2000 года NBC приобрела компанию, специализирующуюся на поисковых системах, за $ 32 миллиона. В 1999 году NBC изменила свой веб-адрес на NBCi.com, запустив одновременно масштабную рекламу Интернет-портала и домашней страницы. Вскоре, NBC объединяется с XOOM.com, e-mail.com, AllBusiness.com и Snap.com (в конечном счёте приобретя всех четырёх), планируя запуск многогранного Интернет-портала с электронной почтой, веб-хостингом, сообществом, чат-перепиской, персонализацией и новостными возможностями. Этот эксперимент длился примерно один сезон, но провалился, и NBC стала использовать свой прежний сайт. Часть веб-сайта NBC-TV вернулась на NBC.com. Однако веб-сайт NBCi.com продолжал работать как портал для содержимого под брендом NBC (веб-сайт NBCi.com перенаправлял пользователя на NBCi.msnbc.com). В середине 2007 года NBCi.com стал зеркалом сайта NBC.com.

### NBC в XXI веке: неудачи и проблемы

Предыдущий логотип NBC (до 2022 г.)

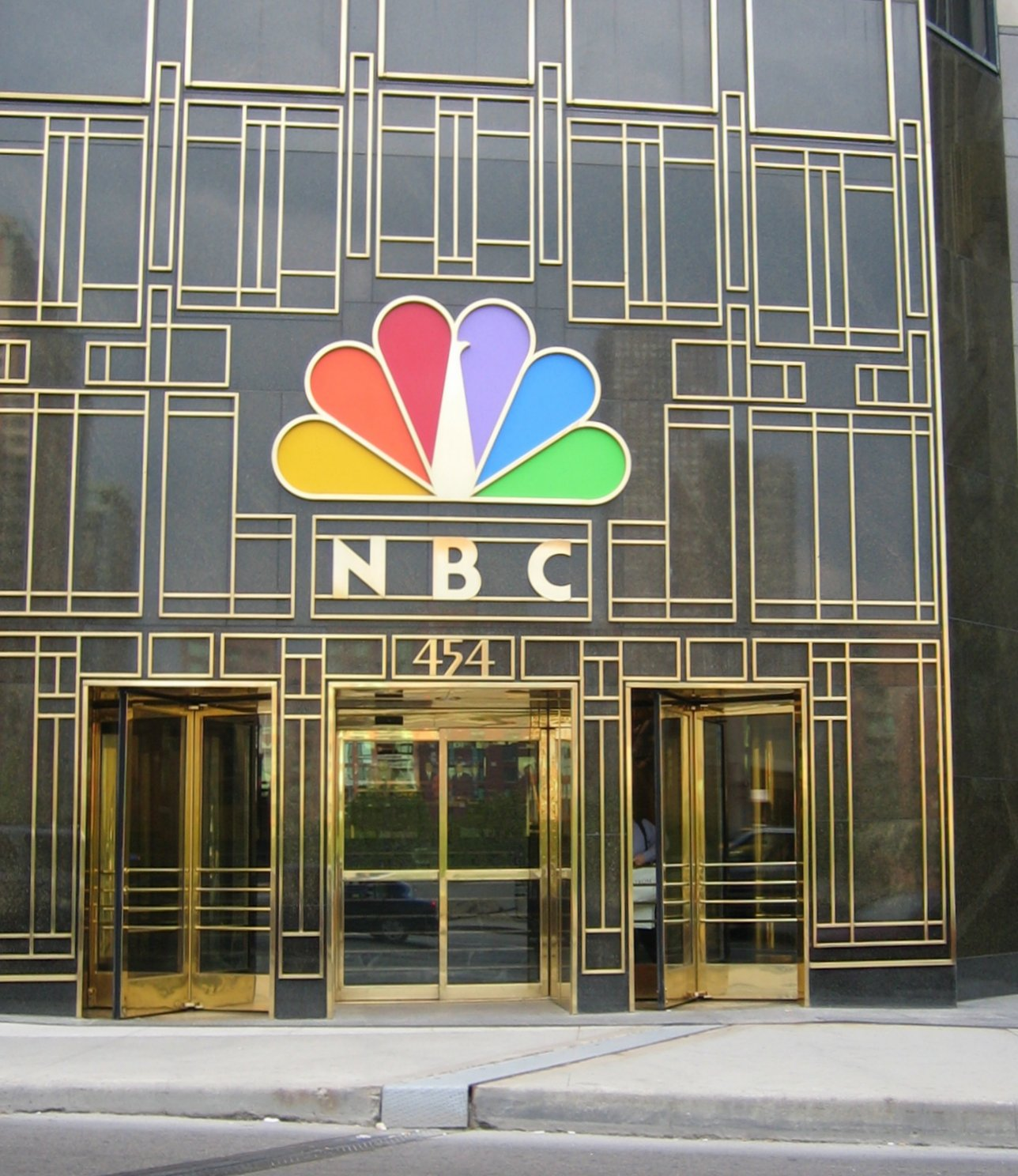
NBC Tower, главный вход

В начале 2000-х годов NBC стал быстро терять свою популярность. В 2001 году телеканал CBS запустил сверхпопулярное реалити-шоу Survivor, которое стало выходить в четверг вечером. Его оглушительный успех отнял у NBC господство в прайм-тайм по четвергам, которое тот держал в течение почти двух десятилетий. С окончанием проектов Friends и Frasier в 2004 году у NBC осталось лишь несколько истинных хитов. NBC скатился до четвёртого места в гонке рейтингов. CBS лидировала на протяжении большей части десятилетия; возрождались компании ABC и Fox. Fox в конечном счёте стала самой популярной сетью в 2007—2008 гг. Вдобавок ко всему, телевидение столкнулось с проблемой сокращения аудитории из-за возросшей конкуренции со стороны кабельных телеканалов, домашнего видео, видеоигр и сети Интернет. NBC, тем не менее, переживало это особенно тяжело. С 12 мая 2002 года NBC стала первой крупной телекомпанией, вещающей в широкоэкранном формате 16:9, однако, эти действия возымели лишь незначительный эффект.
Когда в 2009 году руководство компании пошло на неожиданный шаг, поставив ночное шоу Джея Лено в прайм-тайм по будням, многие удивились подобному решению руководства компании. Это было связано с тем, что в то время сеть NBC находилась в упадке и им нужно было заменить 10-часовой слот на недорогое шоу. В итоге спустя год каналу пришлось закрыть шоу из-за проблем с региональными партнёрами, которые были недовольны низкими рейтингами выпусков новостей после вечернего шоу Лено.

## Программы

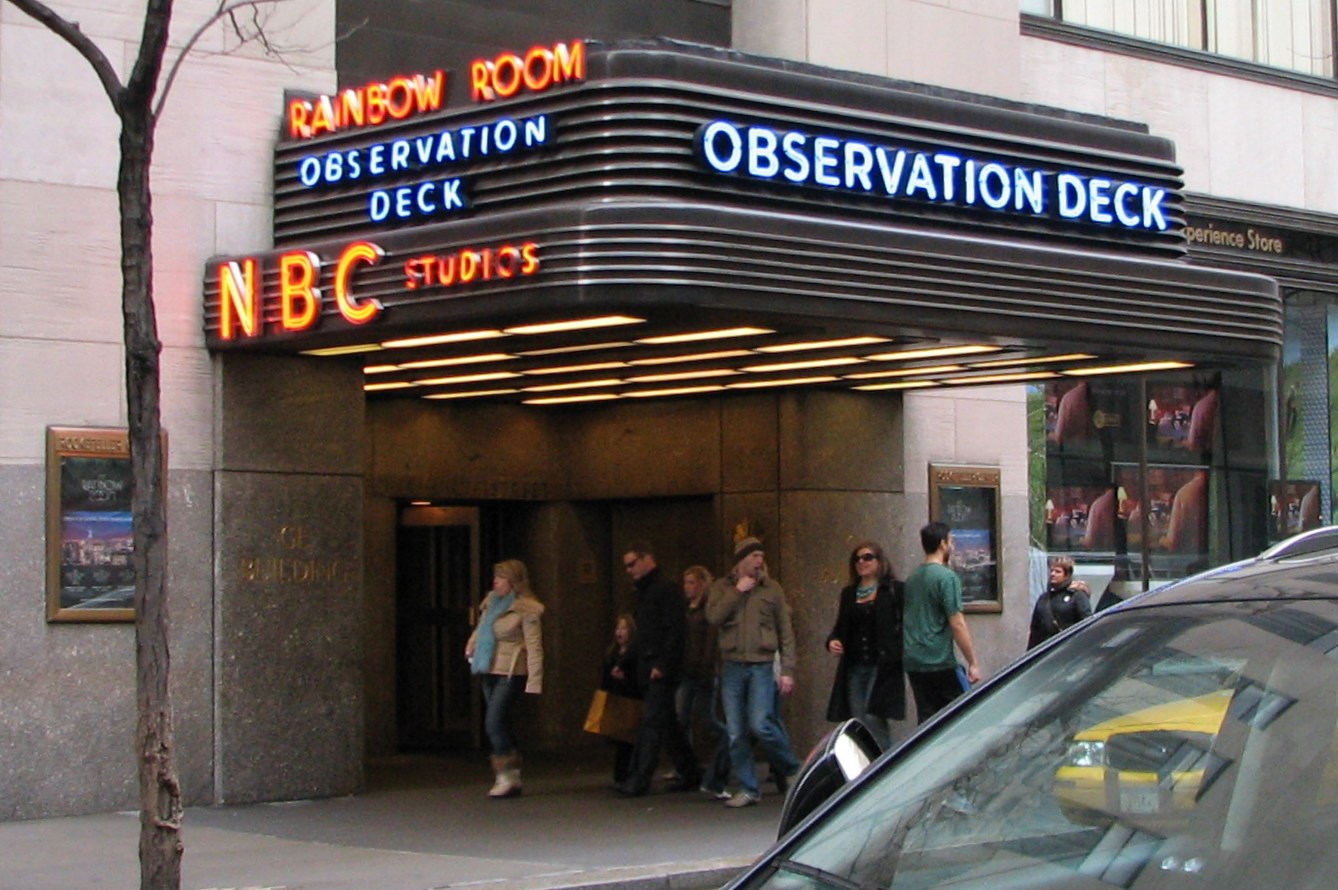
GE Building, вход в здание

NBC в 2022 году вещал 87 часов в неделю, в том числе 22 часа в прайм-тайм. Среди основных проектов: программа Today («Сегодня»), которая выходит по будням с 7—11 утра (в зависимости от часового пояса), в субботу выходит в двухчасовом формате, в воскресенье длится один час. По будням выходит сериал «Дни нашей жизни», выпуски вечерних новостей (NBC Nightly News), политическое ток-шоу «Встреча с прессой» по воскресеньям. По утрам в будни выходит программа «Сегодня рано утром», ночью — The Tonight Show с Джимми Фэллоном, «Поздно вечером с Сетом Майерсом», «Последний звонок с Карсоном Дэйли». По субботам выходит комедийное шоу Saturday Night Live. Кроме того, днём в выходные выходят спортивные программы.

### Дневные программы
В настоящее время телеканал избавился от одной и единственно шедшей долгое время на нем дневной мыльной оперы — «Дни нашей жизни», переместив её на свою потоковую онлайн платформу, таким образом оставшись единственным американским телеканалом из «Большой тройки» без дневной мыльной оперы.
В прошлом на NBC показывал также такие телесериалы, как: «Врачи» (1963—1982), «Другой мир» (1964—1999), «Санта-Барбара» (1984—1993) и «Страсти» (1999—2007). Среди менее длительных — «Поколения» (1989—1991), «Сансет-Бич» (1997—1999), «Сомерсет» (1970—1976) и «Техас» (1980—1982).

### Новости

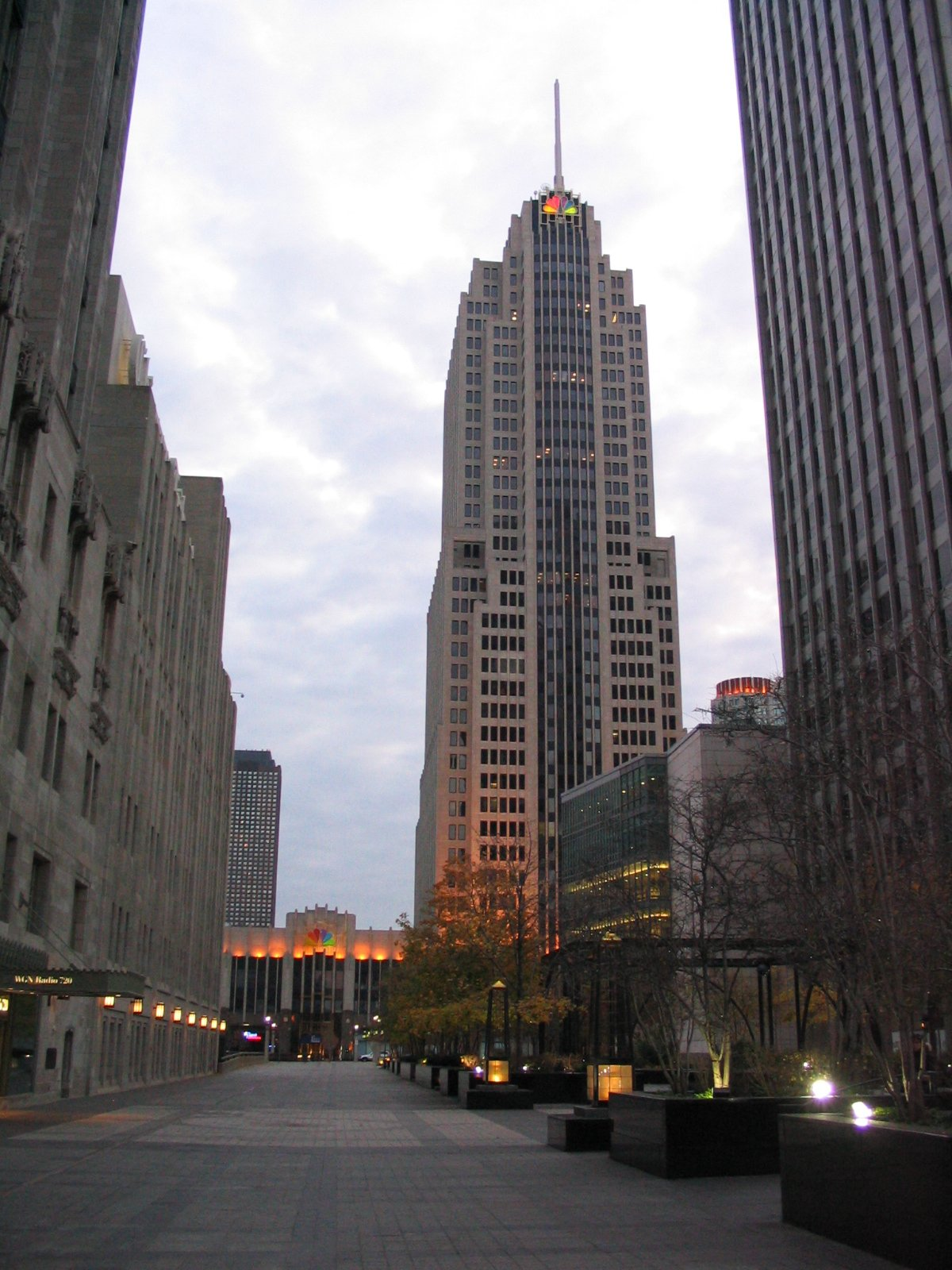
NBC Tower в Чикаго

Новости всегда были визитной карточкой канала. В числе основных новостных программ:
- Dateline NBC
- «Сегодня рано утром»
- «Встреча с прессой»
- «Вечерние новости»
- «Сегодняшнее шоу» (The Today Show)

Появились и кабельные новостные телеканалы от NBC: канал деловых новостей CNBC, а также MSNBC — канал новостей общей тематики, с акцентом на политику. Также был приобретён метеорологический канал The Weather Channel.
NBC Nightly News имеет самые высокие рейтинги среди выпусков новостей в США с 1997 года.

## Штаб-квартира

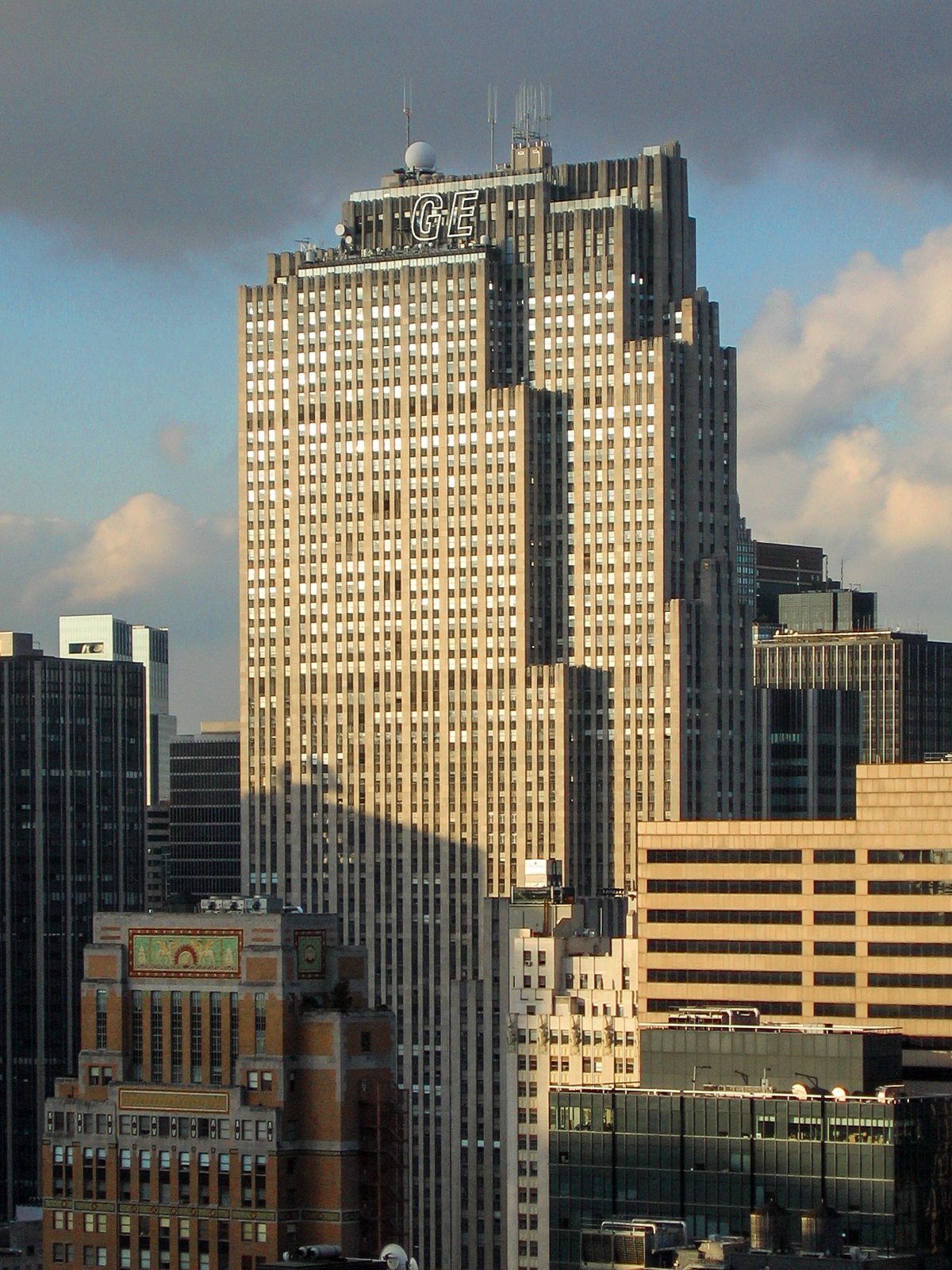
GE Building в Нью-Йорке — штаб-квартира NBC

Штаб-квартира NBC находится в небоскрёбе Комкаст-билдинг в Рокфеллеровском центре в Нью-Йорке, дополнительные телестудии в Вашингтоне, дополнительные офисы в Бербанке (штат Калифорния) и Чикаго, (штат Иллинойс).